# 代走みつくに
代走 みつくに（だいそう みつくに、1974年6月2日 - ）は、日本のお笑いタレント、ピン芸人。
兵庫県神戸市灘区出身。松竹芸能所属。身長168cm、体重90kg。仁川学院高校、花園大学卒業。

## 人物
- 芸名の由来は、高校時代によく使い走りをさせられていたことから。
- 過去に4度ほど相方を変えている、同じ松竹芸能所属のみょーちゃんと「ハンヘイレン」というコンビを組んでいた時期もある。
- 2007年度M-1グランプリに岡山祐児（オーケイ）とかみじょうたけし、みわゆーすけの4人で「SOS」というユニットを組み出場し、一回戦を突破している。
- キーボードで文字の打ち込みが出来ないほどのパソコン音痴。
- 過去のお笑いネタ番組をビデオに残すのが趣味。
- 鉄道に詳しく、「駅」マニアでもある。
- R-1ぐらんぷり2008、2010 準決勝進出。
- 父は神戸、母は大阪出身。
- 妻子持ち。2004年3月21日放送のラジオ番組『どーだ!ますだおかだ』出演時に結婚を発表。その際、番組終了後に婚姻届を提出しに行くこととなり、次週の放送時にその様子を見に行った番組リスナーからその模様が報告された。
- 妻とはおでん屋台で出会い、先輩芸人である「オーケイ」の岡山祐児に仲を取り持ってもらった[1]。
- 妻に「近所では真面目にして」と言われ、仕事にはスーツ姿で出掛ける。ちなみに安田大サーカスの団長安田の衣装は、みつくにの妻が作ったものである。
- 同じ松竹芸能所属のやのぱんからは「みっちゃん」と呼ばれている。
- 営業でしか見ることが出来ない「体操みつくに」という運動芸がある。
- 2008年まで甲子園でビールの売り子のアルバイトをしていた。本人いわく「若い力が台頭したために、戦力外通告を受けた」とのこと。実際は2009年以降、甲子園のビールの売り子は基本的に女性が務めることになっているため。
- 2011年から、甲子園歴史館でも働いている。（石橋貴明Youtubeチャンネル「貴ちゃんねるず」出演）
- 衣装はずっと白のスーツに白の短パン（アメリカンフットボールのユニフォームのパンツ）、赤のネクタイだったが、濱口善幸（占い師で、よゐこの濱口優の弟）から「赤のスーツに変えた方が売れますよ。」とアドバイスを受け、2015年の後半から赤のスーツに赤の短パン、黄緑の蝶ネクタイ姿にした。

## 芸風
ネタの最初に「笑いの波の防波堤!若手を押しのけ前に出ろ! 代走・み（3）・つ（2）・く（9）・に（2）です!お〜いみつくにが来たぞ。逃げよ、逃げよ。逃げたらあかん、逃げたらあかん。オオカミじゃあるまいしね。」と言いネタを始める。
世の中のどうでもいいことに、「なんのこっちゃね（ん）」とつっこむ漫談（つっこんだ後にポケットの中にあるカスタネットを叩く）を持ちネタとし、最後にギャグソングを披露する芸風だったが、最近は「なんのこっちゃね（ん）デラックス」と題して一発ギャグやギャグソングを連発する芸風になっている。主なギャグソングに「血液の流れ」や「脳みそ」などがある。「なんのこっちゃね（ん）」は、大師匠はな寛太・いま寛大のギャグである「ちょっと待ってね」を参考にしている。このギャグは、新人時代にウケないことが多かった中で、やけ気味でやったところウケたとのことで、以来現在まで演じ続けている。
『人志松本の○○な話』にて先輩芸人のますだおかだ増田英彦がハマっている芸人として紹介。増田は「ショートコントとショートコントの間にギャグをやるのは普通ですが彼はギャグとギャグの間にギャグを言う」と紹介している。
『とんねるずのみなさんのおかげでした』のコーナー「博士と助手〜細かすぎて伝わらないモノマネ選手権〜」にも数回出場し、「箱根駅伝予選会で本選出場スレスレラインを発表する関東学連のスタッフ」というネタを披露した。同番組で披露するネタでは必ずトランジスタメガホンを使用することから石橋貴明より「メガホン芸」、有田哲平より「トラメガ芸人」と評された。本人曰く、このネタは同選手権のオーディション会場に向かう途中で思いついたもので、家電量販店へトラメガを買いに走ってから選考に臨んだという。
流通ジャーナリストの金子哲雄の物真似も得意。

## 出演

### テレビ
- 地元DEショー（BAN-BANテレビ）- MC
- はっぴーたいむ（BAN-BANテレビ）- MC
- ごじゃもん本舗（BAN-BANテレビ）
- カツ玉ドン（サンテレビ）
- なりきり!歴史探訪!（ケーブルウエスト）
- 北河内でキキました（北河内ケーブルネット）
- ねっとわーくPLUS（ベイコム）
- ほっとネット☆ベイコム（ベイコム）
- 瓶太のあなたの町におじゃまします!（ベイコム）
- らくらぶ。（KBS京都）
- みんなのアクト（びわ湖放送）
- みんなの京都ふらりー（KBS京都）
- トクするテレビ 京都ふらり〜（KBS京都）
- 深夜のマニアックアワー（サンテレビ）
- 森脇伝説（KBS京都） - 鉄道部部長
- ジモスポ〜南大阪〜（J:COMチャンネル、2016年10月 - 2019年12月）- MC
- 全日本聞き上手選手権（サンテレビ、2017年1月 - 2019年9月）
- タイガースV特急（ベイコム）
- チームベイコム（ベイコム）
- 走れ!みつくに社長 おススメ情報お届けします（テレビ大阪、2019年10月 - 2025年4月）
- 日本大根役者協会（サンテレビ、2021年1月 - 3月）
- ひょうご発信!（サンテレビ）

### ナレーション
- いまからどこいこ（BAN-BANテレビ）

### テレビドラマ
- だから私は推しました（2019年7月27日 - 、NHK総合） - 運営 役
- ムショぼけ（2021年11月14日、朝日放送テレビ） - 高校野球解説者・代走光國 役

### ラジオ
- 代走みつくにのなんのこっちゃね〜んスペシャル（MBSラジオ）2007年3月4日深夜
- ゆうがた・じもとラジオ（BAN-BANテレビ）
- 代走みつくにのなんのこっちゃねミュージック!（ラジオ大阪、2013年4月23日 - 2015年3月25日）
- 高岡美樹のべっぴんラジオ（ラジオ大阪、2015年4月1日 - 2019年9月）
- 代走みつくにが芸人さんとお話するのね〜ん（ラジオ大阪）
- 福島のぶひろの、金曜でいいんじゃない?（MBSラジオ、2019年10月5日 - ）
  - 「外からいいんじゃない?」（月に1 - 2回放送される生中継コーナー）のリポーターを担当

- 福島のぶひろの大新年会！おめでとう日本！～10年目スペシャル～（2025年1月1日）

### CM
- ヘリオス大阪（ウェブサイトで公開、およびJ:COMチャンネルにて放映）
  - 「ピントコンナ」（タケウチパンダ・みょーちゃんと共にユニット）としての出演を経て、森本順子と共演。
  - サンテレビONモバイル
- マルヨ精肉店 - ラジオCMソング。

## 単独ライブ
- 2006年8月6日  -  「独走みつくに」
- 2006年11月11日 -  「爆走☆みつくに!!」
- 2007年4月29日 -  「雑草みつくに!!」
- 2007年11月23日 -  「たいそう(走)なみつくに!!」
- 2012年2月21日 -  「代走みつくに 独走漫談ひとり会」（法善寺庫裏）
- 2013年2月19日 -  「第2回 代走みつくに 独走漫談ひとり会」（法善寺庫裏）
- 2013年11月22日 -  「non・noこっちゃね2013」（道頓堀角座）
- 2014年2月18日 -  「第3回 代走みつくに 独走漫談ひとり会」（法善寺庫裏）
- 2014年4月11日 -  「なんのこっちゃねトーキョー 〜はじめての箱根越え」（新宿角座）
- 2014年6月22日 -   「なんのこっちゃねオーサカ 〜あの素晴らしいこっちゃねをもう一度」（道頓堀角座）